# Вершинята (Совєтський район)
Вершиня́та (рос. Вершинята, марій. Вершинята) — присілок у складі Совєтського району Марій Ел, Росія. Входить до складу Вятського сільського поселення.

## Населення
Населення — 7 осіб (2010; 17 у 2002).
Національний склад (станом на 2002 рік):
- росіяни — 88 %